# Astragalus pseudosinaicus
Astragalus pseudosinaicus är en ärtväxtart som beskrevs av Gazer och Dieter Podlech. Astragalus pseudosinaicus ingår i släktet vedlar, och familjen ärtväxter. Inga underarter finns listade i Catalogue of Life.